# Viroviacum
Viroviacum, het hedendaagse Wervik, was een Romeinse nederzetting in de provincie Gallia Belgica. Viroviacum lag aan de heerweg Colonia Claudia Ara Agrippinensium (Keulen) - Gesoriacum (Boulogne-sur-Mer) en staat als Virovino vermeld op de Peutingerkaart (Tabula Peutingeriana) tussen Turnacum (Doornik) en Castellum Menapiorum (Kassel).

## Geschiedenis
Viroviacum werd waarschijnlijk al voor onze jaartelling door de Romeinen gesticht bij een doorwaadbare plaats van de Leie, mogelijk bij een bestaande Menapische nederzetting. Bij de reorganisatie van Gallië door keizer Augustus kwam Viroviacum in het district van Kassel (Civitas Menapiorum) te vallen. De bloeiperiode van de agrarische nederzetting lag in de tweede helft van de 1e en eerste helft van de 2e eeuw. 
Viroviacum heeft nooit een omwalling gehad en waarschijnlijk stonden er enkel lemen gebouwen. Hierdoor zijn er ter plekke relatief weinig vondsten gedaan, maar de opgegraven grafvondsten duiden wel op een zeer vroege bewoning: Viroviacum is waarschijnlijk een van de oudste Romeinse nederzettingen in het hedendaagse België. De plaats is ouder dan Atuatuca Tungrorum (Tongeren), maar Viroviacum was in de Romeinse tijd waarschijnlijk een baanpost (statio) of dorp (vicus), en geen stad zoals Atuatuca Tungrorum, Orolaunum (Aarlen) en Turnacum (Doornik).